# The Fear of Fear
The Fear of Fear è il terzo EP del gruppo musicale canadese Spiritbox, pubblicato il 3 novembre 2023 dalla Pale Chord e dalla Rise Records.

## Descrizione
Il disco prosegue l'evoluzione stilistica del gruppo, e rispetto ai brani contenuti nel precedente singolo Rotoscope, riprende gli elementi djent e progressive metal presenti nell'album di debutto Eternal Blue. Nei sei brani la cantante Courtney LaPlante alterna l'uso del cantato melodico a quello più aggressivo, passando da uno stile puramente in screaming (Cellar Door o Angel Eyes) ad altri più accessibili come in The Void e Ultraviolet, entrambi caratterizzati da molti elementi elettronici.

## Promozione
Ancor prima dell'annuncio dell'EP, il 19 aprile 2023 gli Spiritbox hanno reso disponibile il primo singolo The Void, già presentato dal vivo pochi giorni prima in occasione del lancio della tournée statunitense di Eternal Blue. Il 25 agosto seguente sono stati diffusi i vari dettagli relativi a The Fear of Fear e contestualmente è stato pubblicato il secondo singolo Jaded insieme al relativo video musicale. Il terzo e ultimo singolo distribuito prima dell'uscita dell'EP è stata la traccia d'apertura Cellar Door, anch'essa accompagnata da un video.
Il 3 novembre, con l'uscita di The Fear of Fear, anche per Ultraviolet e Angel Eyes sono stati pubblicati dei video ufficiali, mentre quello per Too Close/Too Late è stato reso disponibile il giorno seguente sul canale YouTube della Rise Records.

## Accoglienza
The Fear of Fear è stato accolto positivamente dalla critica internazionale. Paul "Browny" Brown di Wall of Sound ha dato un voto di 9,5 su 10 all'EP, lodando l'attenzione nei minimi dettagli nella produzione e l'equilibrio di ciascun componente del gruppo, trovandolo nel complesso un disco ascoltabile senza sosta dall'inizio alla fine. Secondo Dannii Leivers di Metal Hammer, «gli Spiritbox avrebbero potuto facilmente realizzare in tutta fretta un Eternal Blue v2, ma invece questo è il suono di un gruppo che sta decidendo dove vuole andare, non facendosi influenzare dal peso delle aspettative». Jordan Blum ha valutato l'EP con un 9 su 10, asserendo che «indifferentemente da quanto possa essere famigliare The Fear of Fear, non c'è dubbio che il disco trovi gli Spiritbox lavorare al meglio delle loro possibilità».
Nel novembre 2023 il singolo Jaded è stato nominato ai Grammy Awards 2024 nella categoria miglior interpretazione metal. L'anno successivo viene nominato, nella stessa categoria, Cellar Door.

## Tracce
Testi di Courtney LaPlante, musiche di Courtney LaPlante, Mike Stringer e Daniel Braunstein.
1. Cellar Door – 4:43
2. Jaded – 4:22
3. Too Close/Too Late – 4:41
4. Angel Eyes – 3:28
5. The Void – 3:40
6. Ultraviolet – 4:08

## Formazione
Hanno partecipato alle registrazioni, secondo le note di copertina:
Gruppo
- Courtney LaPlante – voce
- Mike Stringer – chitarra, basso, batteria, cori (tracce 2, 3 e 6)
- Zev Rosenberg – batteria
- Josh Gilbert – cori (tracce 2, 3, 5 e 6)

Produzione
- Daniel Braunstein – produzione, ingegneria del suono
- Mike Stringer – coproduzione
- Zakk Cervini – missaggio, mastering